# Ариенида
Ариенида от Лидия (на гръцки: Αρυενίς, * пр. 560 пр.н.е.,) е според Херодот дъщеря на лидийския цар Алиат II от династията Мермнади (упр. 605 – 561 пр.н.е.) и сестра на цар Крез.
Ариенис се омъжва за Астиаг, цар на Мидия, син и наследник на цар Киаксар. Ариенис и Астиаг имат дъщеря Мандане (* 584 пр.н.е.), която е майка на Кир Велики. Женитбата се състои по тактически причини, за да се прекрати враждата между Киаксар II и Алиат II след битката на Халис (днес река Къзълърмак в Турция) на 28 май 585 пр.н.е.
Според Херодот Астиаг има странен сън и затова омъжва дъщеря си не за медиец, а за персийския васален княз Камбис I, цар на Аншан в Иран от 600 до 559 пр.н.е., от династията Ахемениди и тя ражда Кир II Велики.